# Ranajit Guha
Ranajit Guha (Barisal, 23 de maio de 1923 – Viena, 28 de abril de 2023) foi um historiador do subcontinente indiano. Muito influente no grupo de Estudos Subalternos, foi o editor de várias das primeiras antologias do grupo. Guha migrou da Índia para o Reino Unido em 1959, e foi um leitor de história na Universidade de Sussex, nos últimos anos viveu em Purkersdorf, Áustria, com sua esposa alemã Mechthild Guha, nascida Jungwirth, ela mesma, uma importante estudiosa nos estudos subalternos. Após se conhecerem, na Universidade de Sussex, ainda no início dos anos 1960, mudam-se juntos para a Universidade Nacional Australiana, onde ambos continuaram seu trabalho.
Seu livro, Aspectos Elementares da Insurgência Camponesa na Índia Colonial é amplamente considerado um clássico. Além disso, sua declaração de fundação no primeiro volume de Estudos Subalternos estabeleceu a agenda para o grupo, definindo o "subalterno" como "a diferença demográfica entre a população total indiana e todos aqueles que descrevemos como a 'elite'".

## Obra
As principais questões historiográficas abordadas por Guha são a apropriação colonial do passado indiano; a cumplicidade de todos os ramos do saber colonialista no fato ou na força da conquista; o domínio britânico na Índia como um "domínio sem hegemonia", no qual o momento de coerção superou o momento de persuasão em contraste com a Europa ocidental; uma historiografia indiana da Índia que tenta reparar a expropriação da história indiana e tornar "o povo indiano, constituído como nação, o sujeito de sua própria história"; uma historiografia subalterna que identifica as limitações da historiografia indiana dominante da Índia e a necessidade de prestar atenção à "dimensão negligenciada da autonomia subalterna em ação, consciência e cultura", a "contribuição feita pelo próprio povo"; e uma historiografia que vai além do "estatismo" para o ser-no-mundo cotidiano das pessoas comuns, contrapondo as pretensões da "prosa da história-mundo" com a "prosa do mundo". Essas questões se repetem em várias formas e combinações nos livros e ensaios de Guha, notadamente naqueles que ele contribuiu para Subaltern Studies, uma série editada que ele lançou em 1982.
Entre as influências teóricas na obra de Guha encontram-se o marxismo e suas muitas ramificações. Guha usou o conceito de "subalterno" para significar qualquer pessoa na Índia que não pertencesse à "elite", incluindo camponeses, trabalhadores, latifundiários empobrecidos e outros cujo comportamento exibia uma combinação de desafio e deferência à elite. Tem muitos pontos de contato com a obra de Gramsci. Guha baseou-se livremente na filosofia de Hegel e Heidegger, na literatura bengali, notadamente nas obras de Rabindranath Tagore, sem falar da semiótica, linguística, estruturalismo e pós-estruturalismo, com o objetivo não ser o monismo teórico ou a pureza, mas a mobilização de uma ampla gama de referências para lançar luz sobre os cantos escuros da história.
A riqueza eclética do conceito de "subalterno", e o desdobramento de Guha em várias formas para falar sobre questões de casta, classe e gênero, talvez tenha inspirado sua ampla difusão para o repensar da história da consciência e da mobilização popular campos tão distantes quanto a história asiática, africana e latino-americana.